# 科舒尔尼科沃
科舒尔尼科沃（羅馬化：Koshurnikovo）是俄罗斯克拉斯诺亚尔斯克边疆区的市级镇，属库拉吉诺区，位于叶尼塞河流域内基济尔河支流杰比河（Джебь）河畔，地处克拉斯诺亚尔斯克边疆区南部，在区行政中心库拉吉诺东北、边疆区首府克拉斯诺亚尔斯克南偏东方。
该地2021年人口有3,015人；2010年人口3,492；2002年人口3,802；1989年人口5,163。